# Tsuki waza
Tsuki waza (突き技) são as técnicas contundentes aplicadas numa trajetória mais ou menos directa. Grosso modo, são chamadas de técnicas de soco, nas artes marciais de mãos desarmadas; em quendô, é um golpe aplicado em direção à garganta, precisamente. Tais movimentos, como um subconjunto de atemi waza, sempre devem visar um alvo determinado, isto é, quando usadas, pressupõe-se que o lutador tem em mente atingir um ponto certo do adversário, para o derrubar, contundir ou incapacitar, posto que defensivamente.
Os socos fazem parte das técnicas de diversas modalidades, como judô ou aiquidô, posto que tais não façam delas foco de aprendizado mais extenso, como outras (caratê ou ninjutsu), ou que seu emprego seja desestimulado. O aiquidô, por exemplo, emprega bastante a técnica de shomen zuki, ou soco direto, no treino de muitos movimentos e, na sequência, emprega a técnica para finalizar e submeter por completo um oponente.
Para o boxe, trata-se da técnica fundamental de ataque.